# Pias (Ferreira do Zêzere)
Pias is een plaats (freguesia) in de Portugese gemeente Ferreira do Zêzere en telt 534 inwoners (2001).